# یانیک کایتل
یانیک کایتل (زاده ۱۵ فوریه ۲۰۰۰) بازیکن فوتبال آلمانی است که به عنوان هافبک در بوندسلیگای آلمان و باشگاه فرایبورگ بازی می‌کند. او سابقه حضور در رده‌های سنی تیم ملی جوانان آلمان را در کارنامه دارد.

## دوران باشگاهی
کایتل در سال ۲۰۱۰ از تیم اس‌وی بریزاش به باشگاه فرایبورگ پیوست. در ۲۹ فوریه ۲۰۲۰، او اولین بازی حرفه‌ای خود را در بوندس‌لیگا در شکست ۱–۰ و خارج از خانه مقابل بروسیا دورتموند انجام داد. او در نیمه دوم به جای یانیک هابرر مصدوم به عنوان بازیکن تعویضی وارد زمین شد. در آوریل ۲۰۲۰، او اولین قرارداد حرفه‌ای خود را امضا کرد.